# Unterseeboot 245
Le Unterseeboot 245 (ou U-245) est un sous-marin allemand (U-Boot) de type VII.C utilisé par la Kriegsmarine (marine de guerre allemande) pendant la Seconde Guerre mondiale

## Historique
Mis en service le 18 décembre 1943, l'Unterseeboot 245 est en période d'entraînement et de formation à Kiel, dans la 5. Unterseebootsflottille jusqu'au 31 juillet 1944, puis l'U-245 rejoint son unité de combat à la base sous-marine de La Rochelle, avec la 3. Unterseebootsflottille et à partir du 1er octobre 1944 dans la 33. Unterseebootsflottille à Flensburg.
Il réalise sa première patrouille, quittant le port de Horten le 14 août 1944 sous les ordres de Friedrich Schumann-Hindenberg. Après 76 jours de mer, l'U-245 rejoint le port de Flensburg qu'il atteint le 28 octobre 1944.
L'Unterseeboot 245 effectue trois patrouilles, coulant trois navires marchands pour un total de 17 087 tonneaux au cours des 143 jours en mer.
Le 30 septembre 1944, un hydravion PBY Catalina amorce une attaque contre l'U-245, les servants des armes anti-aériennes de l'U-Boot le tiennent à distance et l'U-245 en sort indemne.
Sa troisième patrouille commence au port d'Heligoland le 9 avril 1944 sous les ordres du korvettenkapitän  Friedrich Schumann-Hindenberg. À la suite de la reddition de l'Allemagne nazie et après 31 jours en mer et un palmarès de deux navires marchands coulés pour un total de 9 847 tonneaux, l'U-245 se rend à Bergen le 9 mai 1945.
Il est transféré de Bergen à Loch Ryan en Écosse le 30 mai 1945 en vue de l'Opération Deadlight. L'U-245 est coulé le 7 décembre 1945 à la position géographique de 55° 25′ N, 6° 19′ O.

## Affectations successives
- 5. Unterseebootsflottille à Kiel du 18 décembre 1943 au 31 juillet 1944 (entrainement)
- 3. Unterseebootsflottille à La Rochelle du 1er août au 1er octobre 1944 (service actif)
- 33. Unterseebootsflottille à Flensburg du 1er octobre 1944 au 8 mai 1945 (service actif)

## Commandement
- korvettenkapitän Friedrich Schumann-Hindenberg du 18 décembre 1943 au 9 mai 1945

## Patrouilles
|       | Commandant                            | Départ          | Départ        | Arrivée         | Arrivée       | Jours     | Succès   |
| ----- | ------------------------------------- | --------------- | ------------- | --------------- | ------------- | --------- | -------- |
|       | Friedrich Schumann-Hindenberg         | 6 août 1944     | Kiel          | 8 août 1944     | Horten        | 3 jours   |          |
| 1     | Friedrich Schumann-Hindenberg         | 14 août 1944    | Horten        | 28 octobre 1944 | Flensburg     | 76 jours  |          |
|       | KrvKpt. Friedrich Schumann-Hindenberg | 3 janvier 1945  | Flensburg     | 6 janvier 1945  | Heligoland    | 4 jours   |          |
| 2     | KrvKpt. Friedrich Schumann-Hindenberg | 14 janvier 1945 | Heligoland    | 18 février 1945 | Wilhelmshaven | 36 jours  | 7 240    |
|       | KrvKpt. Friedrich Schumann-Hindenberg | 6 avril 1945    | Wilhelmshaven | 7 avril 1945    | Heligoland    | 2 jours   |          |
| 3     | KrvKpt. Friedrich Schumann-Hindenberg | 9 avril 1945    | Heligoland    | 9 mai 1945      | Bergen        | 31 jours  | 9 847    |
| Total | Total                                 | Total           | Total         | Total           | Total         | 143 jours | 17 087 t |

Note : KrvKpt. = Korvettenkapitän

Nota: Les noms de commandants sans indication de grade signifie que leur grade n'est pas connu avec certitude à notre époque (2013) à la date de la prise de commandement

## Navires coulés
L'Unterseeboot 245 a coulé trois navires marchands pour un total de 17 087 tonneaux au cours de ses trois patrouilles (143 jours en mer) qu'il effectua.
| Date           | Navire         | Pavillon    | Tonnage | Fait  |
| -------------- | -------------- | ----------- | ------- | ----- |
| 5 février 1945 | Henry B. Plant | USA         | 7 240   | Coulé |
| 18 avril 1945  | Filleigh       | Royaume-Uni | 4 856   | Coulé |
| 18 avril 1945  | Karmt          | Norvège     | 4 991   | Coulé |

### Référence
1. ↑  aller & Niestlé, 2010
2. ↑  http://uboat.net/boats/successes/u245/html

### Source
- (en) Cet article est partiellement ou en totalité issu de l’article de Wikipédia en anglais intitulé « German submarine U-245 » (voir la liste des auteurs).